# The Nile Hilton Incident
The Nile Hilton Incident (El Cairo confidencial en España) es un thriller sueco de 2017 dirigido por Tarik Saleh. Fue proyectado en la sección de Cine Dramático Mundial en el Festival de Cine de Sundance 2017. Fue galardonado con el World Cinema Grand Jury Prize: Dramatic.

## Argumento
El Cairo, enero de 2011. Poco antes de la revolución egipcia de 2011, una cantante es hallada muerta en una habitación de hotel. El protagonista de la cinta, un policía llamado Noureddine, será el responsable de la investigación. Pronto se sospecha de un poderoso empresario, cercano al gobierno del presidente Mubarak, que fue amante de la asesinada. La única testigo del asesinato es Salwa, una mujer sudanesa que trabajaba en el hotel en el momento del crimen. Pronto, la jerarquía policial ordena a Noureddine dar carpetazo al asunto y alegar un suicidio. Pero Noureddine no está dispuesto a zanjar el caso tan fácilmente.

## Reparto
| - Fares Fares: Noureddine Mostafa - Mari Malek: Salwa - Yasser Ali Maher: general Kammal Mostafa, tío de Noureddine - Slimane Dazi: el asesino - Ahmed Selim: Hatem Shafiq - Mohamed Yousry: Momo - Hania Amar: Gina | - Ger Duany: Clinton - Hichem Yacoubi: Nagui « el tunecino » - Tareq Abdalla: Amir - Ahmed Khairy: el taxista - Nael Ali: mayor Yosef - Ahmed Abdelhamid Hefny: Saleh - Emad Ghoniem: capitán Khalil |

## Ficha técnica
Título: The Nile Hilton Incident
Título original: The Nile Hilton Incident
Dirección: Tarik Saleh
Guion: Tarik Saleh
Fotografía: Pierre Aïm
Montaje: Theis Schmidt (de)
Música: Krister Linder (en)
Dirección artística: Eugenie Norlin
Decorados: Roger Rosenberg
Vestuario: Louize Nissen
Producción: Atmo Production, Final Cut for Real y Ostlicht Filmproduktion
País de origen:  Suecia,  Dinamarca y  Alemania
Lenguas originales: árabe y como lenguas secundarias, dinka, inglés y francés
Formato: color
Género: thriller
Duración: 106 minutos
Fechas de estreno:
Estados Unidos: 21 de enero de 2017 (Festival de cine de Sundance)
Francia: 30 de marzo de 2017 (Festival de Beaune); 5 de julio de 2017 (estreno nacional)
Suecia: 29 de septiembre de 2017

## Rodaje
El guion se inspira libremente en la muerte de la cantante libanesa Suzanne Tamim. Aunque el rodaje estaba previsto inicialmente en Egipto, no obtuvo los permisos necesarios de las autoridades egipcias. Al final, se eligió Marruecos como país alternativo.

## Distinciones
- Festival de cine de Sundance 2017: Gran Premio del jurado de la selección « World Cinema Dramatic Competition »
- Festival Internacional de Cine de Seattle 2017: 4ª plaza para el Golden Space Needle Award para Fares Fares
- Festival Internacional de cine policíaco de Beaune 2017: Grand Prix
- Ganadora de la Espiga de Oro de la 62 edición de la Semana Internacional de Cine Valladolid SEMINCI.